# Келлі Браз'єр
Келлі Браз'єр (англ. Kelly Brazier, нар. 28 жовтня 1989) — новозеландська регбістка, срібна призерка Олімпійських ігор 2016 року.

## Виступи на Олімпіадах
| Олімпіада           | Дисципліна | Місце |
| ------------------- | ---------- | ----- |
| Ріо-де-Жанейро 2016 | регбі-7    | 2     |

## Особисте життя
Брейзер є відкритою лесбійкою. Її дружина Талія народила їхню першу дитину 2020 року.